# Copa Mundial de Fútbol Sub-17 de 2025
La XX Copa Mundial de Fútbol Sub-17 (en inglés: FIFA U-17 World Cup 2025) se llevará en Catar con jugadores nacidos desde el 1 de enero de 2008. Se celebrará del 5 al 27 de noviembre. Esta edición se realiza en el marco del 40.° aniversario de la Copa Mundial de Fútbol Sub-17.
Esta edición será la apertura del ciclo anual adoptado por la FIFA para el Mundial Sub-17 y la primera que se jugará en el formato de 48 equipos en lugar de los torneos bienales anteriores de 24 equipos.

## Proceso de selección

izquierda226x226px

El presidente de la FIFA Gianni Infantino asignó a Catar las sedes de los próximos cuatro torneos Sub-17, después de que el Consejo de la FIFA otorgara al estado del Golfo los derechos de organización plurianual de la Copa Mundial Sub-17 de la FIFA. 

## Cambio de formato
A partir de esta edición, la Copa Mundial Sub-17 de la FIFA contará con una serie de cambios en su formato adoptados por la FIFA durante 2023. Estos cambios se derivan de una propuesta presentada por la Asociación de Fútbol de Liberia en el 71.º Congreso de la FIFA celebrado virtualmente el 21 de mayo de 2021, en relación con los torneos juveniles de la FIFA. A raíz de esta propuesta, la FIFA inició un proceso de consulta entre sus asociaciones miembro antes de publicar un informe con propuestas esbozadas por el Jefe de Desarrollo del Fútbol Mundial de la FIFA, Arsène Wenger, para futuras competiciones juveniles de la FIFA, que incluían una Copa Mundial Sub-17 anual de 48 equipos. Durante los meses siguientes, estas propuestas siguieron siendo evaluadas y analizadas hasta que fueron aprobadas por el Consejo de la FIFA en octubre de 2023, y luego confirmadas el 14 de marzo de 2024.
El nuevo formato de competición propuesto que se confirmará es el siguiente: 
- Los 48 equipos participantes se dividirán en cuatro minitorneos de 12 equipos cada uno. Cada minitorneo se dividiría a su vez en tres grupos de cuatro equipos que jugarían todos contra todos.

- Dentro de cada minitorneo, los tres ganadores de grupo más el mejor segundo lugar avanzarán a la fase eliminatoria, compuesta por semifinales y final.

- Los ganadores de los cuatro minitorneos se clasificarán para la final four que consta de semifinales, partido por el tercer puesto y la gran final, que determinará a los campeones del torneo.

En abril de 2025 la FIFA anunció un nuevo cambio en el formato, imitando el de la Copa Mundial de Fútbol de 2026 en adelante. Los 48 equipos serán divididos en 12 grupos de 4, en partidos todos contra todas en rueda única, los 2 primeros de cada grupo junto a los 8 mejores terceros avanzarán a los dieciseisavos de final, a partir de ahí se jugarán octavos, cuartos, semifinales, partido por el tercer y la gran final. En total serán un total de 104 partidos, duplicando la cantidad de partidos de ediciones anteriores.

## Selección del país anfitrión
El 15 de noviembre de 2023, la FIFA lanzó una convocatoria mundial para que las asociaciones miembro manifestaran su interés en organizar las próximas cinco ediciones de la Copa Mundial Sub-17 (2025-2029) en un único paquete consolidado. Las asociaciones miembro debían manifestar su interés a más tardar el 4 de diciembre de 2023.
Cuatro meses después, tras una reunión del Consejo de la FIFA celebrada el 14 de marzo de 2024, se anunció que Catar albergaría las próximas cinco ediciones del Mundial Sub-17 (2025-2029), como parte del nuevo ciclo anual implementado por la FIFA para el torneo. Aunque la FIFA no reveló si había otras asociaciones miembro interesadas, se sabía que se había presentado una oferta conjunta de Indonesia y Singapur y otra de Dinamarca. Esta será la primera vez que Catar albergue el Mundial Sub-17 de la FIFA y la tercera vez que el torneo se celebrará en el mundo árabe.

## Sedes
Las sedes del torneo fueron confirmadas el 16 de mayo de 2025.

Todos los partidos se realizarán en la ciudad de Rayán dentro del complejo deportivo "Aspire Zone".
La final se disputará en el Estadio Internacional Khalifa.
| Rayán       | Rayán                         | Catar |
| ----------- | ----------------------------- | ----- |
| Aspire Zone | Aspire Zone                   | Rayán |
| 8 campos    | Estadio Internacional Khalifa | Rayán |
| 8 campos    | Capacidad: 45 857             | Rayán |
|             |                               | Rayán |

## Equipos participantes
En cursiva, los equipos debutantes en la Copa Mundial de Fútbol Sub-17.
| Clasificatorias | Clasificatorias | Clasificatorias | Clasificatorias | Clasificatorias | Clasificatorias |
| --------------- | --------------- | --------------- | --------------- | --------------- | --------------- |
| AFC             | CAF             | Concacaf        | Conmebol        | OFC             | UEFA            |

| Equipos participantes | Equipos participantes  | Equipos participantes | Equipos participantes |
| --------------------- | ---------------------- | --------------------- | --------------------- |
| Alemania              | Corea del Norte        | Honduras              | Paraguay              |
| Arabia Saudita        | Corea del Sur          | Indonesia             | Portugal              |
| Argentina             | Costa de Marfil        | Inglaterra            | República Checa       |
| Austria               | Costa Rica             | Irlanda               | Senegal               |
| Bélgica               | Croacia                | Italia                | Sudáfrica             |
| Bolivia               | Egipto                 | Japón                 | Suiza                 |
| Brasil                | El Salvador            | Malí                  | Tayikistán            |
| Burkina Faso          | Emiratos Árabes Unidos | Marruecos             | Túnez                 |
| Canadá                | Estados Unidos         | México                | Uganda                |
| Catar                 | Fiyi                   | Nueva Caledonia       | Uzbekistán            |
| Chile                 | Francia                | Nueva Zelanda         | Venezuela             |
| Colombia              | Haití                  | Panamá                | Zambia                |

### Sorteo
El sorteo se celebró el 25 de mayo de 2025, en Doha, Qatar.
Los 48 equipos fueron sorteados en doce grupos de cuatro equipos, con el anfitrión Qatar colocado automáticamente en el bombo 1 y se ubicó en la primera posición del Grupo A. El sorteo dará inicio con el anfitrión Qatar a la ubicación A1.
La distribución de los bombos fue la siguiente:
| Bombo 1 | Bombo 2 | Bombo 3 | Bombo 4 |
| --- | --- | --- | --- |
| Catar (anfitrión) Brasil Francia Malí Alemania México Argentina Inglaterra Japón Paraguay Estados Unidos Senegal | Corea del Sur Marruecos Uzbekistán Italia Bélgica Nueva Zelanda Chile Venezuela Croacia Colombia Honduras Burkina Faso | Costa Rica Tayikistán Panamá Indonesia Corea del Norte Costa de Marfil Túnez Nueva Caledonia Canadá Sudáfrica Austria Haití | Emiratos Árabes Unidos Portugal República Checa Irlanda Suiza Zambia Egipto Uganda Bolivia Arabia Saudita El Salvador Fiyi |

## Fase de grupos

### Grupo A
| Equipo    | Pts | PJ | PG | PE | PP | GF | GC | Dif |
| --------- | --- | -- | -- | -- | -- | -- | -- | --- |
| Catar     | 0   | 0  | 0  | 0  | 0  | 0  | 0  | 0   |
| Italia    | 0   | 0  | 0  | 0  | 0  | 0  | 0  | 0   |
| Sudáfrica | 0   | 0  | 0  | 0  | 0  | 0  | 0  | 0   |
| Bolivia   | 0   | 0  | 0  | 0  | 0  | 0  | 0  | 0   |

| 3 de noviembre de 2025 | Sudáfrica | vs. | Bolivia | Aspire Zone, Rayán |  |
| Por confirmar          |           |     |         |                    |  |

| 3 de noviembre de 2025 | Catar | vs. | Italia | Aspire Zone, Rayán |  |
| Por confirmar          |       |     |        |                    |  |

| 6 de noviembre de 2025 | Catar | vs. | Sudáfrica | Aspire Zone, Rayán |  |
| Por confirmar          |       |     |           |                    |  |

| 6 de noviembre de 2025 | Bolivia | vs. | Italia | Aspire Zone, Rayán |  |
| Por confirmar          |         |     |        |                    |  |

| 9 de noviembre de 2025 | Bolivia | vs. | Catar | Aspire Zone, Rayán |  |
| Por confirmar          |         |     |       |                    |  |

| 9 de noviembre de 2025 | Italia | vs. | Sudáfrica | Aspire Zone, Rayán |  |
| Por confirmar          |        |     |           |                    |  |

### Grupo B
| Equipo          | Pts | PJ | PG | PE | PP | GF | GC | Dif |
| --------------- | --- | -- | -- | -- | -- | -- | -- | --- |
| Japón           | 0   | 0  | 0  | 0  | 0  | 0  | 0  | 0   |
| Marruecos       | 0   | 0  | 0  | 0  | 0  | 0  | 0  | 0   |
| Nueva Caledonia | 0   | 0  | 0  | 0  | 0  | 0  | 0  | 0   |
| Portugal        | 0   | 0  | 0  | 0  | 0  | 0  | 0  | 0   |

| 3 de noviembre de 2025 | Japón | vs. | Marruecos | Aspire Zone, Rayán |  |
| Por confirmar          |       |     |           |                    |  |

| 3 de noviembre de 2025 | Nueva Caledonia | vs. | Portugal | Aspire Zone, Rayán |  |
| Por confirmar          |                 |     |          |                    |  |

| 6 de noviembre de 2025 | Japón | vs. | Nueva Caledonia | Aspire Zone, Rayán |  |
| Por confirmar          |       |     |                 |                    |  |

| 6 de noviembre de 2025 | Portugal | vs. | Marruecos | Aspire Zone, Rayán |  |
| Por confirmar          |          |     |           |                    |  |

| 9 de noviembre de 2025 | Portugal | vs. | Japón | Aspire Zone, Rayán |  |
| Por confirmar          |          |     |       |                    |  |

| 9 de noviembre de 2025 | Marruecos | vs. | Nueva Caledonia | Aspire Zone, Rayán |  |
| Por confirmar          |           |     |                 |                    |  |

### Grupo C
| Equipo                 | Pts | PJ | PG | PE | PP | GF | GC | Dif |
| ---------------------- | --- | -- | -- | -- | -- | -- | -- | --- |
| Senegal                | 0   | 0  | 0  | 0  | 0  | 0  | 0  | 0   |
| Croacia                | 0   | 0  | 0  | 0  | 0  | 0  | 0  | 0   |
| Costa Rica             | 0   | 0  | 0  | 0  | 0  | 0  | 0  | 0   |
| Emiratos Árabes Unidos | 0   | 0  | 0  | 0  | 0  | 0  | 0  | 0   |

| 3 de noviembre de 2025 | Senegal | vs. | Croacia | Aspire Zone, Rayán |  |
| Por confirmar          |         |     |         |                    |  |

| 3 de noviembre de 2025 | Costa Rica | vs. | Emiratos Árabes Unidos | Aspire Zone, Rayán |  |
| Por confirmar          |            |     |                        |                    |  |

| 6 de noviembre de 2025 | Senegal | vs. | Costa Rica | Aspire Zone, Rayán |  |
| Por confirmar          |         |     |            |                    |  |

| 6 de noviembre de 2025 | Emiratos Árabes Unidos | vs. | Croacia | Aspire Zone, Rayán |  |
| Por confirmar          |                        |     |         |                    |  |

| 9 de noviembre de 2025 | Emiratos Árabes Unidos | vs. | Senegal | Aspire Zone, Rayán |  |
| Por confirmar          |                        |     |         |                    |  |

| 9 de noviembre de 2025 | Croacia | vs. | Costa Rica | Aspire Zone, Rayán |  |
| Por confirmar          |         |     |            |                    |  |

### Grupo D
| Equipo    | Pts | PJ | PG | PE | PP | GF | GC | Dif |
| --------- | --- | -- | -- | -- | -- | -- | -- | --- |
| Argentina | 0   | 0  | 0  | 0  | 0  | 0  | 0  | 0   |
| Bélgica   | 0   | 0  | 0  | 0  | 0  | 0  | 0  | 0   |
| Túnez     | 0   | 0  | 0  | 0  | 0  | 0  | 0  | 0   |
| Fiyi      | 0   | 0  | 0  | 0  | 0  | 0  | 0  | 0   |

| 3 de noviembre de 2025 | Argentina | vs. | Bélgica | Aspire Zone, Rayán |  |
| Por confirmar          |           |     |         |                    |  |

| 3 de noviembre de 2025 | Túnez | vs. | Fiyi | Aspire Zone, Rayán |  |
| Por confirmar          |       |     |      |                    |  |

| 6 de noviembre de 2025 | Argentina | vs. | Túnez | Aspire Zone, Rayán |  |
| Por confirmar          |           |     |       |                    |  |

| 6 de noviembre de 2025 | Fiyi | vs. | Bélgica | Aspire Zone, Rayán |  |
| Por confirmar          |      |     |         |                    |  |

| 9 de noviembre de 2025 | Fiyi | vs. | Argentina | Aspire Zone, Rayán |  |
| Por confirmar          |      |     |           |                    |  |

| 9 de noviembre de 2025 | Bélgica | vs. | Túnez | Aspire Zone, Rayán |  |
| Por confirmar          |         |     |       |                    |  |

### Grupo E
| Equipo     | Pts | PJ | PG | PE | PP | GF | GC | Dif |
| ---------- | --- | -- | -- | -- | -- | -- | -- | --- |
| Inglaterra | 0   | 0  | 0  | 0  | 0  | 0  | 0  | 0   |
| Venezuela  | 0   | 0  | 0  | 0  | 0  | 0  | 0  | 0   |
| Haití      | 0   | 0  | 0  | 0  | 0  | 0  | 0  | 0   |
| Egipto     | 0   | 0  | 0  | 0  | 0  | 0  | 0  | 0   |

| 4 de noviembre de 2025 | Inglaterra | vs. | Venezuela | Aspire Zone, Rayán |  |
| Por confirmar          |            |     |           |                    |  |

| 4 de noviembre de 2025 | Haití | vs. | Egipto | Aspire Zone, Rayán |  |
| Por confirmar          |       |     |        |                    |  |

| 7 de noviembre de 2025 | Inglaterra | vs. | Haití | Aspire Zone, Rayán |  |
| Por confirmar          |            |     |       |                    |  |

| 7 de noviembre de 2025 | Egipto | vs. | Venezuela | Aspire Zone, Rayán |  |
| Por confirmar          |        |     |           |                    |  |

| 10 de noviembre de 2025 | Egipto | vs. | Inglaterra | Aspire Zone, Rayán |  |
| Por confirmar           |        |     |            |                    |  |

| 10 de noviembre de 2025 | Venezuela | vs. | Haití | Aspire Zone, Rayán |  |
| Por confirmar           |           |     |       |                    |  |

### Grupo F
| Equipo          | Pts | PJ | PG | PE | PP | GF | GC | Dif |
| --------------- | --- | -- | -- | -- | -- | -- | -- | --- |
| México          | 0   | 0  | 0  | 0  | 0  | 0  | 0  | 0   |
| Corea del Sur   | 0   | 0  | 0  | 0  | 0  | 0  | 0  | 0   |
| Costa de Marfil | 0   | 0  | 0  | 0  | 0  | 0  | 0  | 0   |
| Suiza           | 0   | 0  | 0  | 0  | 0  | 0  | 0  | 0   |

| 4 de noviembre de 2025 | México | vs. | Corea del Sur | Aspire Zone, Rayán |  |
| Por confirmar          |        |     |               |                    |  |

| 4 de noviembre de 2025 | Costa de Marfil | vs. | Suiza | Aspire Zone, Rayán |  |
| Por confirmar          |                 |     |       |                    |  |

| 7 de noviembre de 2025 | México | vs. | Costa de Marfil | Aspire Zone, Rayán |  |
| Por confirmar          |        |     |                 |                    |  |

| 7 de noviembre de 2025 | Suiza | vs. | Corea del Sur | Aspire Zone, Rayán |  |
| Por confirmar          |       |     |               |                    |  |

| 10 de noviembre de 2025 | Suiza | vs. | México | Aspire Zone, Rayán |  |
| Por confirmar           |       |     |        |                    |  |

| 10 de noviembre de 2025 | Corea del Sur | vs. | Costa de Marfil | Aspire Zone, Rayán |  |
| Por confirmar           |               |     |                 |                    |  |

### Grupo G
| Equipo          | Pts | PJ | PG | PE | PP | GF | GC | Dif |
| --------------- | --- | -- | -- | -- | -- | -- | -- | --- |
| Alemania        | 0   | 0  | 0  | 0  | 0  | 0  | 0  | 0   |
| Colombia        | 0   | 0  | 0  | 0  | 0  | 0  | 0  | 0   |
| Corea del Norte | 0   | 0  | 0  | 0  | 0  | 0  | 0  | 0   |
| El Salvador     | 0   | 0  | 0  | 0  | 0  | 0  | 0  | 0   |

| 4 de noviembre de 2025 | Alemania | vs. | Colombia | Aspire Zone, Rayán |  |
| Por confirmar          |          |     |          |                    |  |

| 4 de noviembre de 2025 | Corea del Norte | vs. | El Salvador | Aspire Zone, Rayán |  |
| Por confirmar          |                 |     |             |                    |  |

| 7 de noviembre de 2025 | Alemania | vs. | Corea del Norte | Aspire Zone, Rayán |  |
| Por confirmar          |          |     |                 |                    |  |

| 7 de noviembre de 2025 | El Salvador | vs. | Colombia | Aspire Zone, Rayán |  |
| Por confirmar          |             |     |          |                    |  |

| 10 de noviembre de 2025 | El Salvador | vs. | Alemania | Aspire Zone, Rayán |  |
| Por confirmar           |             |     |          |                    |  |

| 10 de noviembre de 2025 | Colombia | vs. | Corea del Norte | Aspire Zone, Rayán |  |
| Por confirmar           |          |     |                 |                    |  |

### Grupo H
| Equipo    | Pts | PJ | PG | PE | PP | GF | GC | Dif |
| --------- | --- | -- | -- | -- | -- | -- | -- | --- |
| Brasil    | 0   | 0  | 0  | 0  | 0  | 0  | 0  | 0   |
| Honduras  | 0   | 0  | 0  | 0  | 0  | 0  | 0  | 0   |
| Indonesia | 0   | 0  | 0  | 0  | 0  | 0  | 0  | 0   |
| Zambia    | 0   | 0  | 0  | 0  | 0  | 0  | 0  | 0   |

| 4 de noviembre de 2025 | Brasil | vs. | Honduras | Aspire Zone, Rayán |  |
| Por confirmar          |        |     |          |                    |  |

| 4 de noviembre de 2025 | Indonesia | vs. | Zambia | Aspire Zone, Rayán |  |
| Por confirmar          |           |     |        |                    |  |

| 7 de noviembre de 2025 | Brasil | vs. | Indonesia | Aspire Zone, Rayán |  |
| Por confirmar          |        |     |           |                    |  |

| 7 de noviembre de 2025 | Zambia | vs. | Honduras | Aspire Zone, Rayán |  |
| Por confirmar          |        |     |          |                    |  |

| 10 de noviembre de 2025 | Zambia | vs. | Brasil | Aspire Zone, Rayán |  |
| Por confirmar           |        |     |        |                    |  |

| 10 de noviembre de 2025 | Honduras | vs. | Indonesia | Aspire Zone, Rayán |  |
| Por confirmar           |          |     |           |                    |  |

### Grupo I
| Equipo          | Pts | PJ | PG | PE | PP | GF | GC | Dif |
| --------------- | --- | -- | -- | -- | -- | -- | -- | --- |
| Estados Unidos  | 0   | 0  | 0  | 0  | 0  | 0  | 0  | 0   |
| Burkina Faso    | 0   | 0  | 0  | 0  | 0  | 0  | 0  | 0   |
| Tayikistán      | 0   | 0  | 0  | 0  | 0  | 0  | 0  | 0   |
| República Checa | 0   | 0  | 0  | 0  | 0  | 0  | 0  | 0   |

| 5 de noviembre de 2025 | Estados Unidos | vs. | Burkina Faso | Aspire Zone, Rayán |  |
| Por confirmar          |                |     |              |                    |  |

| 5 de noviembre de 2025 | Tayikistán | vs. | República Checa | Aspire Zone, Rayán |  |
| Por confirmar          |            |     |                 |                    |  |

| 8 de noviembre de 2025 | Estados Unidos | vs. | Tayikistán | Aspire Zone, Rayán |  |
| Por confirmar          |                |     |            |                    |  |

| 8 de noviembre de 2025 | República Checa | vs. | Burkina Faso | Aspire Zone, Rayán |  |
| Por confirmar          |                 |     |              |                    |  |

| 11 de noviembre de 2025 | República Checa | vs. | Estados Unidos | Aspire Zone, Rayán |  |
| Por confirmar           |                 |     |                |                    |  |

| 11 de noviembre de 2025 | Burkina Faso | vs. | Tayikistán | Aspire Zone, Rayán |  |
| Por confirmar           |              |     |            |                    |  |

### Grupo J
| Equipo     | Pts | PJ | PG | PE | PP | GF | GC | Dif |
| ---------- | --- | -- | -- | -- | -- | -- | -- | --- |
| Paraguay   | 0   | 0  | 0  | 0  | 0  | 0  | 0  | 0   |
| Uzbekistán | 0   | 0  | 0  | 0  | 0  | 0  | 0  | 0   |
| Panamá     | 0   | 0  | 0  | 0  | 0  | 0  | 0  | 0   |
| Irlanda    | 0   | 0  | 0  | 0  | 0  | 0  | 0  | 0   |

| 5 de noviembre de 2025 | Paraguay | vs. | Uzbekistán | Aspire Zone, Rayán |  |
| Por confirmar          |          |     |            |                    |  |

| 5 de noviembre de 2025 | Panamá | vs. | Irlanda | Aspire Zone, Rayán |  |
| Por confirmar          |        |     |         |                    |  |

| 8 de noviembre de 2025 | Paraguay | vs. | Panamá | Aspire Zone, Rayán |  |
| Por confirmar          |          |     |        |                    |  |

| 8 de noviembre de 2025 | Irlanda | vs. | Uzbekistán | Aspire Zone, Rayán |  |
| Por confirmar          |         |     |            |                    |  |

| 11 de noviembre de 2025 | Irlanda | vs. | Paraguay | Aspire Zone, Rayán |  |
| Por confirmar           |         |     |          |                    |  |

| 11 de noviembre de 2025 | Uzbekistán | vs. | Panamá | Aspire Zone, Rayán |  |
| Por confirmar           |            |     |        |                    |  |

### Grupo K
| Equipo  | Pts | PJ | PG | PE | PP | GF | GC | Dif |
| ------- | --- | -- | -- | -- | -- | -- | -- | --- |
| Francia | 0   | 0  | 0  | 0  | 0  | 0  | 0  | 0   |
| Chile   | 0   | 0  | 0  | 0  | 0  | 0  | 0  | 0   |
| Canadá  | 0   | 0  | 0  | 0  | 0  | 0  | 0  | 0   |
| Uganda  | 0   | 0  | 0  | 0  | 0  | 0  | 0  | 0   |

| 5 de noviembre de 2025 | Francia | vs. | Chile | Aspire Zone, Rayán |  |
| Por confirmar          |         |     |       |                    |  |

| 5 de noviembre de 2025 | Canadá | vs. | Uganda | Aspire Zone, Rayán |  |
| Por confirmar          |        |     |        |                    |  |

| 8 de noviembre de 2025 | Francia | vs. | Canadá | Aspire Zone, Rayán |  |
| Por confirmar          |         |     |        |                    |  |

| 8 de noviembre de 2025 | Uganda | vs. | Chile | Aspire Zone, Rayán |  |
| Por confirmar          |        |     |       |                    |  |

| 11 de noviembre de 2025 | Uganda | vs. | Francia | Aspire Zone, Rayán |  |
| Por confirmar           |        |     |         |                    |  |

| 11 de noviembre de 2025 | Chile | vs. | Canadá | Aspire Zone, Rayán |  |
| Por confirmar           |       |     |        |                    |  |

### Grupo L
| Equipo         | Pts | PJ | PG | PE | PP | GF | GC | Dif |
| -------------- | --- | -- | -- | -- | -- | -- | -- | --- |
| Malí           | 0   | 0  | 0  | 0  | 0  | 0  | 0  | 0   |
| Nueva Zelanda  | 0   | 0  | 0  | 0  | 0  | 0  | 0  | 0   |
| Austria        | 0   | 0  | 0  | 0  | 0  | 0  | 0  | 0   |
| Arabia Saudita | 0   | 0  | 0  | 0  | 0  | 0  | 0  | 0   |

| 5 de noviembre de 2025 | Mali | vs. | Nueva Zelanda | Aspire Zone, Rayán |  |
| Por confirmar          |      |     |               |                    |  |

| 5 de noviembre de 2025 | Austria | vs. | Arabia Saudita | Aspire Zone, Rayán |  |
| Por confirmar          |         |     |                |                    |  |

| 8 de noviembre de 2025 | Mali | vs. | Austria | Aspire Zone, Rayán |  |
| Por confirmar          |      |     |         |                    |  |

| 8 de noviembre de 2025 | Arabia Saudita | vs. | Nueva Zelanda | Aspire Zone, Rayán |  |
| Por confirmar          |                |     |               |                    |  |

| 11 de noviembre de 2025 | Arabia Saudita | vs. | Mali | Aspire Zone, Rayán |  |
| Por confirmar           |                |     |      |                    |  |

| 11 de noviembre de 2025 | Nueva Zelanda | vs. | Austria | Aspire Zone, Rayán |  |
| Por confirmar           |               |     |         |                    |  |

### Mejores terceros
| Equipo          | Gr | Pts | PJ | PG | PE | PP | GF | GC | Dif |
| --------------- | -- | --- | -- | -- | -- | -- | -- | -- | --- |
| Sudáfrica       | A  | 0   | 0  | 0  | 0  | 0  | 0  | 0  | 0   |
| Nueva Caledonia | B  | 0   | 0  | 0  | 0  | 0  | 0  | 0  | 0   |
| Costa Rica      | C  | 0   | 0  | 0  | 0  | 0  | 0  | 0  | 0   |
| Túnez           | D  | 0   | 0  | 0  | 0  | 0  | 0  | 0  | 0   |
| Haití           | E  | 0   | 0  | 0  | 0  | 0  | 0  | 0  | 0   |
| Costa de Marfil | F  | 0   | 0  | 0  | 0  | 0  | 0  | 0  | 0   |
| Corea del Norte | G  | 0   | 0  | 0  | 0  | 0  | 0  | 0  | 0   |
| Indonesia       | H  | 0   | 0  | 0  | 0  | 0  | 0  | 0  | 0   |
| Tayikistán      | I  | 0   | 0  | 0  | 0  | 0  | 0  | 0  | 0   |
| Panamá          | J  | 0   | 0  | 0  | 0  | 0  | 0  | 0  | 0   |
| Canadá          | K  | 0   | 0  | 0  | 0  | 0  | 0  | 0  | 0   |
| Austria         | L  | 0   | 0  | 0  | 0  | 0  | 0  | 0  | 0   |

## Fase final
Los emparejamientos se decidirán por medio una clasificación (ranking) en función de los resultados de los equipos en la fase de grupos, agrupando a los ganadores de grupo en una sola clasificación, a los segundos y terceros de grupos en su respectiva clasificación.
Los equipos del mismo grupo no podrán quedar encuadrados en los dieciseisavos de final.

### Clasificación
| Pos.                          | Equipo           | Grp. | Pts. | GF | GC | Dif. | PJL |
| ----------------------------- | ---------------- | ---- | ---- | -- | -- | ---- | --- |
| Primeros de grupo             |                  |      |      |    |    |      |     |
| 1°                            | Ganador de grupo | A    | 0    | 0  | 0  | 0    |     |
| 2°                            | Ganador de grupo | B    | 0    | 0  | 0  | 0    |     |
| 3°                            | Ganador de grupo | C    | 0    | 0  | 0  | 0    |     |
| 4°                            | Ganador de grupo | D    | 0    | 0  | 0  | 0    |     |
| 5°                            | Ganador de grupo | E    | 0    | 0  | 0  | 0    |     |
| 6°                            | Ganador de grupo | F    | 0    | 0  | 0  | 0    |     |
| 7°                            | Ganador de grupo | G    | 0    | 0  | 0  | 0    |     |
| 8°                            | Ganador de grupo | H    | 0    | 0  | 0  | 0    |     |
| 9°                            | Ganador de grupo | I    | 0    | 0  | 0  | 0    |     |
| 10°                           | Ganador de grupo | J    | 0    | 0  | 0  | 0    |     |
| 11°                           | Ganador de grupo | K    | 0    | 0  | 0  | 0    |     |
| 12°                           | Ganador de grupo | L    | 0    | 0  | 0  | 0    |     |
| Segundos de grupo             |                  |      |      |    |    |      |     |
| 1°                            | Segundo de grupo | A    | 0    | 0  | 0  | 0    |     |
| 2°                            | Segundo de grupo | B    | 0    | 0  | 0  | 0    |     |
| 3°                            | Segundo de grupo | C    | 0    | 0  | 0  | 0    |     |
| 4°                            | Segundo de grupo | D    | 0    | 0  | 0  | 0    |     |
| 5°                            | Segundo de grupo | E    | 0    | 0  | 0  | 0    |     |
| 6°                            | Segundo de grupo | F    | 0    | 0  | 0  | 0    |     |
| 7°                            | Segundo de grupo | G    | 0    | 0  | 0  | 0    |     |
| 8°                            | Segundo de grupo | H    | 0    | 0  | 0  | 0    |     |
| 9°                            | Segundo de grupo | I    | 0    | 0  | 0  | 0    |     |
| 10°                           | Segundo de grupo | J    | 0    | 0  | 0  | 0    |     |
| 11°                           | Segundo de grupo | K    | 0    | 0  | 0  | 0    |     |
| 12°                           | Segundo de grupo | L    | 0    | 0  | 0  | 0    |     |
| Terceros de grupo [Ver lista] |                  |      |      |    |    |      |     |

### Cuadro de desarrollo
|  | Dieciseisavos de final | Dieciseisavos de final |  |  | Octavos de final             | Octavos de final |  |  | Cuartos de final | Cuartos de final |  |  | Semifinales | Semifinales |  |  | Final | Final |
|  |                        |                        |  |  |                              |                  |  |  |                  |                  |  |  |             |             |  |  |       |       |
|  |                        |                        |  |  |                              |                  |  |  |                  |                  |  |  |             |             |  |  |       |       |
|  |                        |                        |  |  |                              |                  |  |  |                  |                  |  |  |             |             |  |  |       |       |
|  | 1° ganador de grupo    |                        |  |  |                              |                  |  |  |                  |                  |  |  |             |             |  |  |       |       |
|  |                        |                        |  |  |                              |                  |  |  |                  |                  |  |  |             |             |  |  |       |       |
|  | 8° tercero de grupo    |                        |  |  |                              |                  |  |  |                  |                  |  |  |             |             |  |  |       |       |
|  |                        |                        |  |  |                              |                  |  |  |                  |                  |  |  |             |             |  |  |       |       |
|  |                        |                        |  |  |                              |                  |  |  |                  |                  |  |  |             |             |  |  |       |       |
|  |                        |                        |  |  |                              |                  |  |  |                  |                  |  |  |             |             |  |  |       |       |
|  | 4° segundo de grupo    |                        |  |  |                              |                  |  |  |                  |                  |  |  |             |             |  |  |       |       |
|  |                        |                        |  |  |                              |                  |  |  |                  |                  |  |  |             |             |  |  |       |       |
|  | 5° segundo de grupo    |                        |  |  |                              |                  |  |  |                  |                  |  |  |             |             |  |  |       |       |
|  |                        |                        |  |  |                              |                  |  |  |                  |                  |  |  |             |             |  |  |       |       |
|  |                        |                        |  |  |                              |                  |  |  |                  |                  |  |  |             |             |  |  |       |       |
|  |                        |                        |  |  |                              |                  |  |  |                  |                  |  |  |             |             |  |  |       |       |
|  | 8° ganador de grupo    |                        |  |  |                              |                  |  |  |                  |                  |  |  |             |             |  |  |       |       |
|  |                        |                        |  |  |                              |                  |  |  |                  |                  |  |  |             |             |  |  |       |       |
|  | 1° tercero de grupo    |                        |  |  |                              |                  |  |  |                  |                  |  |  |             |             |  |  |       |       |
|  |                        |                        |  |  |                              |                  |  |  |                  |                  |  |  |             |             |  |  |       |       |
|  |                        |                        |  |  |                              |                  |  |  |                  |                  |  |  |             |             |  |  |       |       |
|  |                        |                        |  |  |                              |                  |  |  |                  |                  |  |  |             |             |  |  |       |       |
|  | 9° ganador de grupo    |                        |  |  |                              |                  |  |  |                  |                  |  |  |             |             |  |  |       |       |
|  |                        |                        |  |  |                              |                  |  |  |                  |                  |  |  |             |             |  |  |       |       |
|  | 12° segundo de grupo   |                        |  |  |                              |                  |  |  |                  |                  |  |  |             |             |  |  |       |       |
|  |                        |                        |  |  |                              |                  |  |  |                  |                  |  |  |             |             |  |  |       |       |
|  |                        |                        |  |  |                              |                  |  |  |                  |                  |  |  |             |             |  |  |       |       |
|  |                        |                        |  |  |                              |                  |  |  |                  |                  |  |  |             |             |  |  |       |       |
|  | 4° ganador de grupo    |                        |  |  |                              |                  |  |  |                  |                  |  |  |             |             |  |  |       |       |
|  |                        |                        |  |  |                              |                  |  |  |                  |                  |  |  |             |             |  |  |       |       |
|  | 5° tercero de grupo    |                        |  |  |                              |                  |  |  |                  |                  |  |  |             |             |  |  |       |       |
|  |                        |                        |  |  |                              |                  |  |  |                  |                  |  |  |             |             |  |  |       |       |
|  |                        |                        |  |  |                              |                  |  |  |                  |                  |  |  |             |             |  |  |       |       |
|  |                        |                        |  |  |                              |                  |  |  |                  |                  |  |  |             |             |  |  |       |       |
|  | 1° segundo de grupo    |                        |  |  |                              |                  |  |  |                  |                  |  |  |             |             |  |  |       |       |
|  |                        |                        |  |  |                              |                  |  |  |                  |                  |  |  |             |             |  |  |       |       |
|  | 8° segundo de grupo    |                        |  |  |                              |                  |  |  |                  |                  |  |  |             |             |  |  |       |       |
|  |                        |                        |  |  |                              |                  |  |  |                  |                  |  |  |             |             |  |  |       |       |
|  |                        |                        |  |  |                              |                  |  |  |                  |                  |  |  |             |             |  |  |       |       |
|  |                        |                        |  |  |                              |                  |  |  |                  |                  |  |  |             |             |  |  |       |       |
|  | 5° ganador de grupo    |                        |  |  |                              |                  |  |  |                  |                  |  |  |             |             |  |  |       |       |
|  |                        |                        |  |  |                              |                  |  |  |                  |                  |  |  |             |             |  |  |       |       |
|  | 4° tercero de grupo    |                        |  |  |                              |                  |  |  |                  |                  |  |  |             |             |  |  |       |       |
|  |                        |                        |  |  |                              |                  |  |  |                  |                  |  |  |             |             |  |  |       |       |
|  |                        |                        |  |  |                              |                  |  |  |                  |                  |  |  |             |             |  |  |       |       |
|  |                        |                        |  |  |                              |                  |  |  |                  |                  |  |  |             |             |  |  |       |       |
|  | 12° ganador de grupo   |                        |  |  |                              |                  |  |  |                  |                  |  |  |             |             |  |  |       |       |
|  |                        |                        |  |  |                              |                  |  |  |                  |                  |  |  |             |             |  |  |       |       |
|  | 9° segundo de grupo    |                        |  |  |                              |                  |  |  |                  |                  |  |  |             |             |  |  |       |       |
|  |                        |                        |  |  |                              |                  |  |  |                  |                  |  |  |             |             |  |  |       |       |
|  |                        |                        |  |  |                              |                  |  |  |                  |                  |  |  |             |             |  |  |       |       |
|  |                        |                        |  |  |                              |                  |  |  |                  |                  |  |  |             |             |  |  |       |       |
|  | 2° ganador de grupo    |                        |  |  |                              |                  |  |  |                  |                  |  |  |             |             |  |  |       |       |
|  |                        |                        |  |  |                              |                  |  |  |                  |                  |  |  |             |             |  |  |       |       |
|  | 7° tercero de grupo    |                        |  |  |                              |                  |  |  |                  |                  |  |  |             |             |  |  |       |       |
|  |                        |                        |  |  |                              |                  |  |  |                  |                  |  |  |             |             |  |  |       |       |
|  |                        |                        |  |  |                              |                  |  |  |                  |                  |  |  |             |             |  |  |       |       |
|  |                        |                        |  |  |                              |                  |  |  |                  |                  |  |  |             |             |  |  |       |       |
|  | 3° segundo de grupo    |                        |  |  |                              |                  |  |  |                  |                  |  |  |             |             |  |  |       |       |
|  |                        |                        |  |  |                              |                  |  |  |                  |                  |  |  |             |             |  |  |       |       |
|  | 6° segundo de grupo    |                        |  |  |                              |                  |  |  |                  |                  |  |  |             |             |  |  |       |       |
|  |                        |                        |  |  |                              |                  |  |  |                  |                  |  |  |             |             |  |  |       |       |
|  |                        |                        |  |  |                              |                  |  |  |                  |                  |  |  |             |             |  |  |       |       |
|  |                        |                        |  |  |                              |                  |  |  |                  |                  |  |  |             |             |  |  |       |       |
|  | 7° ganador de grupo    |                        |  |  |                              |                  |  |  |                  |                  |  |  |             |             |  |  |       |       |
|  |                        |                        |  |  |                              |                  |  |  |                  |                  |  |  |             |             |  |  |       |       |
|  | 2° tercero de grupo    |                        |  |  |                              |                  |  |  |                  |                  |  |  |             |             |  |  |       |       |
|  |                        |                        |  |  |                              |                  |  |  |                  |                  |  |  |             |             |  |  |       |       |
|  |                        |                        |  |  |                              |                  |  |  |                  |                  |  |  |             |             |  |  |       |       |
|  |                        |                        |  |  |                              |                  |  |  |                  |                  |  |  |             |             |  |  |       |       |
|  | 10° ganador de grupo   |                        |  |  |                              |                  |  |  |                  |                  |  |  |             |             |  |  |       |       |
|  |                        |                        |  |  |                              |                  |  |  |                  |                  |  |  |             |             |  |  |       |       |
|  | 11° segundo de grupo   |                        |  |  |                              |                  |  |  |                  |                  |  |  |             |             |  |  |       |       |
|  |                        |                        |  |  |                              |                  |  |  |                  |                  |  |  |             |             |  |  |       |       |
|  |                        |                        |  |  |                              |                  |  |  |                  |                  |  |  |             |             |  |  |       |       |
|  |                        |                        |  |  | Partido por el tercer puesto |                  |  |  |                  |                  |  |  |             |             |  |  |       |       |
|  | 3° ganador de grupo    |                        |  |  |                              |                  |  |  |                  |                  |  |  |             |             |  |  |       |       |
|  |                        |                        |  |  |                              |                  |  |  |                  |                  |  |  |             |             |  |  |       |       |
|  | 6° tercero de grupo    |                        |  |  |                              |                  |  |  |                  |                  |  |  |             |             |  |  |       |       |
|  |                        |                        |  |  |                              |                  |  |  |                  |                  |  |  |             |             |  |  |       |       |
|  |                        |                        |  |  |                              |                  |  |  |                  |                  |  |  |             |             |  |  |       |       |
|  |                        |                        |  |  |                              |                  |  |  |                  |                  |  |  |             |             |  |  |       |       |
|  | 2° segundo de grupo    |                        |  |  |                              |                  |  |  |                  |                  |  |  |             |             |  |  |       |       |
|  |                        |                        |  |  |                              |                  |  |  |                  |                  |  |  |             |             |  |  |       |       |
|  | 7° segundo de grupo    |                        |  |  |                              |                  |  |  |                  |                  |  |  |             |             |  |  |       |       |
|  |                        |                        |  |  |                              |                  |  |  |                  |                  |  |  |             |             |  |  |       |       |
|  |                        |                        |  |  |                              |                  |  |  |                  |                  |  |  |             |             |  |  |       |       |
|  |                        |                        |  |  |                              |                  |  |  |                  |                  |  |  |             |             |  |  |       |       |
|  | 6° ganador de grupo    |                        |  |  |                              |                  |  |  |                  |                  |  |  |             |             |  |  |       |       |
|  |                        |                        |  |  |                              |                  |  |  |                  |                  |  |  |             |             |  |  |       |       |
|  | 3° tercero de grupo    |                        |  |  |                              |                  |  |  |                  |                  |  |  |             |             |  |  |       |       |
|  |                        |                        |  |  |                              |                  |  |  |                  |                  |  |  |             |             |  |  |       |       |
|  |                        |                        |  |  |                              |                  |  |  |                  |                  |  |  |             |             |  |  |       |       |
|  |                        |                        |  |  |                              |                  |  |  |                  |                  |  |  |             |             |  |  |       |       |
|  | 11° ganador de grupo   |                        |  |  |                              |                  |  |  |                  |                  |  |  |             |             |  |  |       |       |
|  |                        |                        |  |  |                              |                  |  |  |                  |                  |  |  |             |             |  |  |       |       |
|  | 10° segundo de grupo   |                        |  |  |                              |                  |  |  |                  |                  |  |  |             |             |  |  |       |       |
|  |                        |                        |  |  |                              |                  |  |  |                  |                  |  |  |             |             |  |  |       |       |

### Dieciseisavos de final
| 14 de noviembre de 2025 | Local | vs. | Visita | Aspire Zone, Rayán |  |
| Por confirmar           |       |     |        |                    |  |

| 14 de noviembre de 2025 | Local | vs. | Visita | Aspire Zone, Rayán |  |
| Por confirmar           |       |     |        |                    |  |

| 14 de noviembre de 2025 | Local | vs. | Visita | Aspire Zone, Rayán |  |
| Por confirmar           |       |     |        |                    |  |

| 14 de noviembre de 2025 | Local | vs. | Visita | Aspire Zone, Rayán |  |
| Por confirmar           |       |     |        |                    |  |

| 14 de noviembre de 2025 | Local | vs. | Visita | Aspire Zone, Rayán |  |
| Por confirmar           |       |     |        |                    |  |

| 14 de noviembre de 2025 | Local | vs. | Visita | Aspire Zone, Rayán |  |
| Por confirmar           |       |     |        |                    |  |

| 14 de noviembre de 2025 | Local | vs. | Visita | Aspire Zone, Rayán |  |
| Por confirmar           |       |     |        |                    |  |

| 14 de noviembre de 2025 | Local | vs. | Visita | Aspire Zone, Rayán |  |
| Por confirmar           |       |     |        |                    |  |

| 15 de noviembre de 2025 | Local | vs. | Visita | Aspire Zone, Rayán |  |
| Por confirmar           |       |     |        |                    |  |

| 15 de noviembre de 2025 | Local | vs. | Visita | Aspire Zone, Rayán |  |
| Por confirmar           |       |     |        |                    |  |

| 15 de noviembre de 2025 | Local | vs. | Visita | Aspire Zone, Rayán |  |
| Por confirmar           |       |     |        |                    |  |

| 15 de noviembre de 2025 | Local | vs. | Visita | Aspire Zone, Rayán |  |
| Por confirmar           |       |     |        |                    |  |

| 15 de noviembre de 2025 | Local | vs. | Visita | Aspire Zone, Rayán |  |
| Por confirmar           |       |     |        |                    |  |

| 15 de noviembre de 2025 | Local | vs. | Visita | Aspire Zone, Rayán |  |
| Por confirmar           |       |     |        |                    |  |

| 15 de noviembre de 2025 | Local | vs. | Visita | Aspire Zone, Rayán |  |
| Por confirmar           |       |     |        |                    |  |

| 15 de noviembre de 2025 | Local | vs. | Visita | Aspire Zone, Rayán |  |
| Por confirmar           |       |     |        |                    |  |

### Octavos de final
| 18 de noviembre de 2025 | Local | vs. | Visita | Aspire Zone, Rayán |  |
| Por confirmar           |       |     |        |                    |  |

| 18 de noviembre de 2025 | Local | vs. | Visita | Aspire Zone, Rayán |  |
| Por confirmar           |       |     |        |                    |  |

| 18 de noviembre de 2025 | Local | vs. | Visita | Aspire Zone, Rayán |  |
| Por confirmar           |       |     |        |                    |  |

| 18 de noviembre de 2025 | Local | vs. | Visita | Aspire Zone, Rayán |  |
| Por confirmar           |       |     |        |                    |  |

| 18 de noviembre de 2025 | Local | vs. | Visita | Aspire Zone, Rayán |  |
| Por confirmar           |       |     |        |                    |  |

| 18 de noviembre de 2025 | Local | vs. | Visita | Aspire Zone, Rayán |  |
| Por confirmar           |       |     |        |                    |  |

| 18 de noviembre de 2025 | Local | vs. | Visita | Aspire Zone, Rayán |  |
| Por confirmar           |       |     |        |                    |  |

| 18 de noviembre de 2025 | Local | vs. | Visita | Aspire Zone, Rayán |  |
| Por confirmar           |       |     |        |                    |  |

### Cuartos de final
| 21 de noviembre de 2025 | Local | vs. | Visita | Aspire Zone, Rayán |  |
| Por confirmar           |       |     |        |                    |  |

| 21 de noviembre de 2025 | Local | vs. | Visita | Aspire Zone, Rayán |  |
| Por confirmar           |       |     |        |                    |  |

| 21 de noviembre de 2025 | Local | vs. | Visita | Aspire Zone, Rayán |  |
| Por confirmar           |       |     |        |                    |  |

| 21 de noviembre de 2025 | Local | vs. | Visita | Aspire Zone, Rayán |  |
| Por confirmar           |       |     |        |                    |  |

### Semifinales
| 24 de noviembre de 2025 | Local | vs. | Visita | Aspire Zone, Rayán |  |
| Por confirmar           |       |     |        |                    |  |

| 24 de noviembre de 2025 | Local | vs. | Visita | Aspire Zone, Rayán |  |
| Por confirmar           |       |     |        |                    |  |

### Tercer puesto
| 27 de noviembre de 2025 | Local | vs. | Visita | Aspire Zone, Rayán |  |
| Por confirmar           |       |     |        |                    |  |

### Final
| 27 de noviembre de 2025 | SF1 | vs. | SF2 | Estadio Internacional Khalifa, Rayán |  |

|                               |
| Bandera de ?                  |
| Campeón Por definir .º título |

## Estadísticas

### Tabla general
| Equipo | Equipo                 | Pts | PJ | PG | PE | PP | GF | GC | Dif. | PJL | Rend. |
| ------ | ---------------------- | --- | -- | -- | -- | -- | -- | -- | ---- | --- | ----- |
| 1      | Alemania               | 0   | 0  | 0  | 0  | 0  | 0  | 0  | 0    | 0   |       |
| 2      | Arabia Saudita         | 0   | 0  | 0  | 0  | 0  | 0  | 0  | 0    | 0   |       |
| 3      | Argentina              | 0   | 0  | 0  | 0  | 0  | 0  | 0  | 0    | 0   |       |
| 4      | Austria                | 0   | 0  | 0  | 0  | 0  | 0  | 0  | 0    | 0   |       |
| 5      | Bélgica                | 0   | 0  | 0  | 0  | 0  | 0  | 0  | 0    | 0   |       |
| 6      | Bolivia                | 0   | 0  | 0  | 0  | 0  | 0  | 0  | 0    | 0   |       |
| 7      | Brasil                 | 0   | 0  | 0  | 0  | 0  | 0  | 0  | 0    | 0   |       |
| 8      | Burkina Faso           | 0   | 0  | 0  | 0  | 0  | 0  | 0  | 0    | 0   |       |
| 9      | Canadá                 | 0   | 0  | 0  | 0  | 0  | 0  | 0  | 0    | 0   |       |
| 10     | Catar                  | 0   | 0  | 0  | 0  | 0  | 0  | 0  | 0    | 0   |       |
| 11     | Chequia                | 0   | 0  | 0  | 0  | 0  | 0  | 0  | 0    | 0   |       |
| 12     | Chile                  | 0   | 0  | 0  | 0  | 0  | 0  | 0  | 0    | 0   |       |
| 13     | Colombia               | 0   | 0  | 0  | 0  | 0  | 0  | 0  | 0    | 0   |       |
| 14     | Corea del Norte        | 0   | 0  | 0  | 0  | 0  | 0  | 0  | 0    | 0   |       |
| 15     | Corea del Sur          | 0   | 0  | 0  | 0  | 0  | 0  | 0  | 0    | 0   |       |
| 16     | Costa de Marfil        | 0   | 0  | 0  | 0  | 0  | 0  | 0  | 0    | 0   |       |
| 17     | Costa Rica             | 0   | 0  | 0  | 0  | 0  | 0  | 0  | 0    | 0   |       |
| 18     | Croacia                | 0   | 0  | 0  | 0  | 0  | 0  | 0  | 0    | 0   |       |
| 19     | Egipto                 | 0   | 0  | 0  | 0  | 0  | 0  | 0  | 0    | 0   |       |
| 20     | El Salvador            | 0   | 0  | 0  | 0  | 0  | 0  | 0  | 0    | 0   |       |
| 21     | Emiratos Árabes Unidos | 0   | 0  | 0  | 0  | 0  | 0  | 0  | 0    | 0   |       |
| 22     | Estados Unidos         | 0   | 0  | 0  | 0  | 0  | 0  | 0  | 0    | 0   |       |
| 23     | Fiyi                   | 0   | 0  | 0  | 0  | 0  | 0  | 0  | 0    | 0   |       |
| 24     | Francia                | 0   | 0  | 0  | 0  | 0  | 0  | 0  | 0    | 0   |       |
| 25     | Haití                  | 0   | 0  | 0  | 0  | 0  | 0  | 0  | 0    | 0   |       |
| 26     | Honduras               | 0   | 0  | 0  | 0  | 0  | 0  | 0  | 0    | 0   |       |
| 27     | Indonesia              | 0   | 0  | 0  | 0  | 0  | 0  | 0  | 0    | 0   |       |
| 28     | Inglaterra             | 0   | 0  | 0  | 0  | 0  | 0  | 0  | 0    | 0   |       |
| 29     | Irlanda                | 0   | 0  | 0  | 0  | 0  | 0  | 0  | 0    | 0   |       |
| 30     | Italia                 | 0   | 0  | 0  | 0  | 0  | 0  | 0  | 0    | 0   |       |
| 31     | Japón                  | 0   | 0  | 0  | 0  | 0  | 0  | 0  | 0    | 0   |       |
| 32     | Malí                   | 0   | 0  | 0  | 0  | 0  | 0  | 0  | 0    | 0   |       |
| 33     | Marruecos              | 0   | 0  | 0  | 0  | 0  | 0  | 0  | 0    | 0   |       |
| 34     | México                 | 0   | 0  | 0  | 0  | 0  | 0  | 0  | 0    | 0   |       |
| 35     | Nueva Caledonia        | 0   | 0  | 0  | 0  | 0  | 0  | 0  | 0    | 0   |       |
| 36     | Nueva Zelanda          | 0   | 0  | 0  | 0  | 0  | 0  | 0  | 0    | 0   |       |
| 37     | Panamá                 | 0   | 0  | 0  | 0  | 0  | 0  | 0  | 0    | 0   |       |
| 38     | Paraguay               | 0   | 0  | 0  | 0  | 0  | 0  | 0  | 0    | 0   |       |
| 39     | Portugal               | 0   | 0  | 0  | 0  | 0  | 0  | 0  | 0    | 0   |       |
| 40     | Senegal                | 0   | 0  | 0  | 0  | 0  | 0  | 0  | 0    | 0   |       |
| 41     | Sudáfrica              | 0   | 0  | 0  | 0  | 0  | 0  | 0  | 0    | 0   |       |
| 42     | Suiza                  | 0   | 0  | 0  | 0  | 0  | 0  | 0  | 0    | 0   |       |
| 43     | Tayikistán             | 0   | 0  | 0  | 0  | 0  | 0  | 0  | 0    | 0   |       |
| 44     | Túnez                  | 0   | 0  | 0  | 0  | 0  | 0  | 0  | 0    | 0   |       |
| 45     | Uganda                 | 0   | 0  | 0  | 0  | 0  | 0  | 0  | 0    | 0   |       |
| 46     | Uzbekistán             | 0   | 0  | 0  | 0  | 0  | 0  | 0  | 0    | 0   |       |
| 47     | Venezuela              | 0   | 0  | 0  | 0  | 0  | 0  | 0  | 0    | 0   |       |
| 48     | Zambia                 | 0   | 0  | 0  | 0  | 0  | 0  | 0  | 0    | 0   |       |

## Símbolos y Mercadeo

### Logotipo
El logotipo oficial fue revelado el 12 de mayo de 2025.